# 1432
Cette page concerne l'année 1432  du calendrier julien.
L'année 1432 est une année bissextile qui commence un mardi.

## Événements
- 1er janvier :  à la mort d’Alexandre le Bon[1], ses fils et ses petits-fils se disputent le trône de Moldavie (fin en 1457). En 1433, Ilias fait noyer la mère de son demi-frère Stefan qu’il n’a pu capturer. Neuf ans plus tard, Stefan crève les yeux d’Ilias. Roman, fils d’Ilias, décapite Stephan pour venger son père en 1447. Il sera empoisonné un an plus tard.
- Janvier : université de Caen fondée par le roi  Henri VI d'Angleterre[2].
- Février : début du voyage de Bertrandon de la Broquière, parti de Gand, de la Syrie à Péra par l’Anatolie (fin en 1433)[3].
- 5 mars : traité de Rennes[4]. Paix entre Georges de La Trémoille, Arthur de Richemont et son frère le duc Jean IV de Bretagne.
- 29 avril : les pères du concile de Bâle somment le pape de révoquer la bulle de dissolution, sinon il procéderont « selon le droit divin et humain, pour le bien de l’Église ». Le concile ouvre un procès contre le pape (6 septembre)[5].
- 1er juin : victoire de Florence sur Sienne à la bataille de San Romano[6].
- Juin : les Turcs marchent à travers la Valachie pour piller la Transylvanie[7]. Ils se divisent en trois groupes qui sont mis en déroute par l’armée transylvaine, les Moldaves et chevaliers Teutoniques qui gardent le Danube entre la Hongrie, la Serbie et l’ouest de la Valachie.
- 18 - 19 novembre : bataille de Delebio en Valteline entre le duc de Milan Philippe Marie Visconti et la république de Venise.

- Les Jalayirides sont évincés en Irak par les Qara Qoyunlu[8].
- Invasion siamoise au Cambodge. Angkor, menacée, est abandonnée au profit de Phnom Penh, puis de Lovêk[9].
- Guerre tournant autour de la question du Slesvig (fin en 1439). Le pouvoir d’Éric de Poméranie s’affaiblit de plus en plus.
- Les despotes de Morée prennent Clarentza à Venise, ce qui n’affecte pas son commerce.
- Novgorod accepte la protection de Švitrigaila, grand-duc de Lituanie.
- Le despote de Serbie Georges Brankovic, qui a perdu la moitié de son pays, donne sa fille Mara en mariage au sultan Murat II pour sauver le reste[10]. Le mariage a lieu le 4 septembre 1435 à Andrinople.